# Jarošov nad Nežárkou
Jarošov nad Nežárkou, bis 1923 Jarošov (deutsch Jareschau an der Naser, auch Jerischau) ist eine Gemeinde in Tschechien. Sie liegt sieben Kilometer nordöstlich von Jindřichův Hradec und gehört zum Okres Jindřichův Hradec.

## Geographie

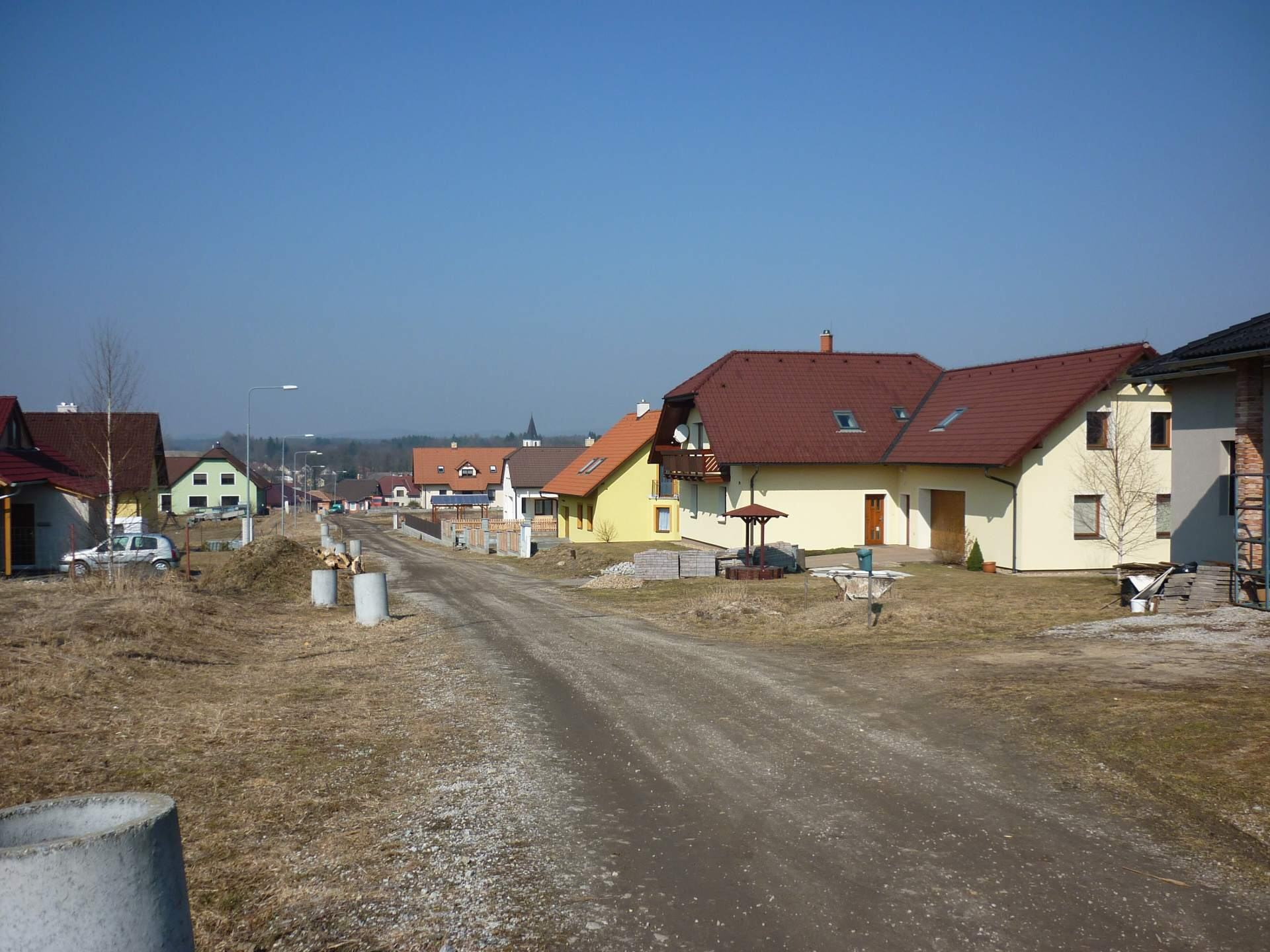
Jarošov nad Nežárkou

Jarošov befindet sich am Zusammenfluss der Kamenice und Žirovnice zur Nežárka in den Ausläufern der Böhmisch-Mährischen Höhe in Südböhmen. Südöstlich erhebt sich die 592 m hohe Myslivna.
Durch Jarošov führt die Europastraße 551. Südlich, entlang der Žirovnice, verläuft die Eisenbahn Jindřichův Hradec–Pelhřimov. An dieser Strecke besitzt Jarošov außerhalb des Ortes im Industriegebiet eine Bahnstation. Durch das Tal der Kamenice führt im Nordwesten die Schmalspurbahn Jindřichův Hradec – Obrataň, an der im Wald nahe Hlubokodol der Bahnhalt Lovětín liegt.
Nachbarorte sind Nekrasín im Norden, Hostějeves und Bednárec im Nordosten, Matějovec im Südosten, Kruplov im Süden, Rodvínov und Horní Skrýchov  im Südwesten, Dolní Radouň im Westen sowie Hlubokodol und Lovětín im Nordwesten.

## Geschichte
Erstmals urkundlich erwähnt wurde Jarošov im Jahre 1340. Es wird angenommen, dass das Dorf um 1184 durch die Witigonen gegründet wurde. Die in Bednárec ansässigen Waldenser gewannen auch in Jarošov vor allem unter der deutschen Bevölkerung an Einfluss. 1558 wurde der Utraquist Thomas Reschelius (Tomáš Rešl) Pfarrer in Jarošov. Er blieb der einzige hussitische Pfarrer. Im Jahre 1558 entstand die herrschaftliche Kalkbrennerei.
Während des Dreißigjährigen Krieges litten die Einwohner Not und wurden vom durchziehenden Kriegsvolk mehrfach heimgesucht. 1780 entstand die steinerne Brücke über die Kamenice.
1920 beantragte die Gemeinde Jarošov eine Namensänderung in Jarošov nad Nežárkou, die drei Jahre später genehmigt wurde.

## Gemeindegliederung
Die Gemeinde Jarošov nad Nežárkou besteht aus den Ortsteilen Hostějeves (Hosterschlagles), Jarošov nad Nežárkou (Jareschau an der Naser), Kruplov (Krippaschlag), Lovětín (Lowietin), Matějovec (Mottaschlag), Nekrasín (Nekrasin), Pejdlova Rosička (Rositschka) und Zdešov (Sdeschow) sowie der Siedlung Hlubokodol und der Einschicht Batkín (Batkin). Grundsiedlungseinheiten sind Hostějeves, Jarošov nad Nežárkou, Lovětín, Matějovec, Nekrasín, Pejdlova Rosička und Zdešov.
Das Gemeindegebiet gliedert sich in die Katastralbezirke Hostějeves, Jarošov nad Nežárkou, Lovětín, Matějovec nad Nežárkou, Nekrasín, Pejdlova Rosička und Zdešov.

## Sehenswürdigkeiten
- Kirche des Hl. Prokop, errichtet im 14. Jahrhundert
- Ehemalige spätgotische Feste bei Pejdlova Rosička

## Persönlichkeiten
- Thomas Reschelius, der Schriftsteller wirkte als Pfarrer in Jarošov